# Къща на доктор Николай Трънков
Къщата на доктор Николай Трънков се намира на улица „Васил Априлов“ 10А в Стара Загора.
Къщата е построена по проект на архитект Христо Димов за семейството на доктор Николай Трънков. Архитектурата ѝ е съчетание от романтизма, сецесиона и модернизма. Прозорците на долния етаж са правоъгълни, а на горния – засводени. На ъгъла към улицата се издига триетажна кула.